# Poggio Imperiale (stacja kolejowa)
Poggio Imperiale (wł. Stazione di Poggio Imperiale) – stacja kolejowa w Apricena, w prowincji Foggia, w regionie Apulia, we Włoszech. Znajduje się na linii Adriatica (Ankona – Lecce). Nazwa stacji nawiązuje do pobliskiej gminy Poggio Imperiale.
Według klasyfikacji RFI ma kategorię brązową.

## Linie kolejowe
- Adriatica